# Homosexualidad en el Antiguo Egipto
Los textos sobre la homosexualidad en el Antiguo Egipto no son muy numerosos. Son polémicos y están abiertos a diferentes interpretaciones. Esto no se debe necesariamente a que el tema fuera considerado tabú, sino que puede deberse al tipo de fuentes que han llegado a nuestros días. La sexualidad casi nunca es representada y es rara su mención en los textos.

## Mitología

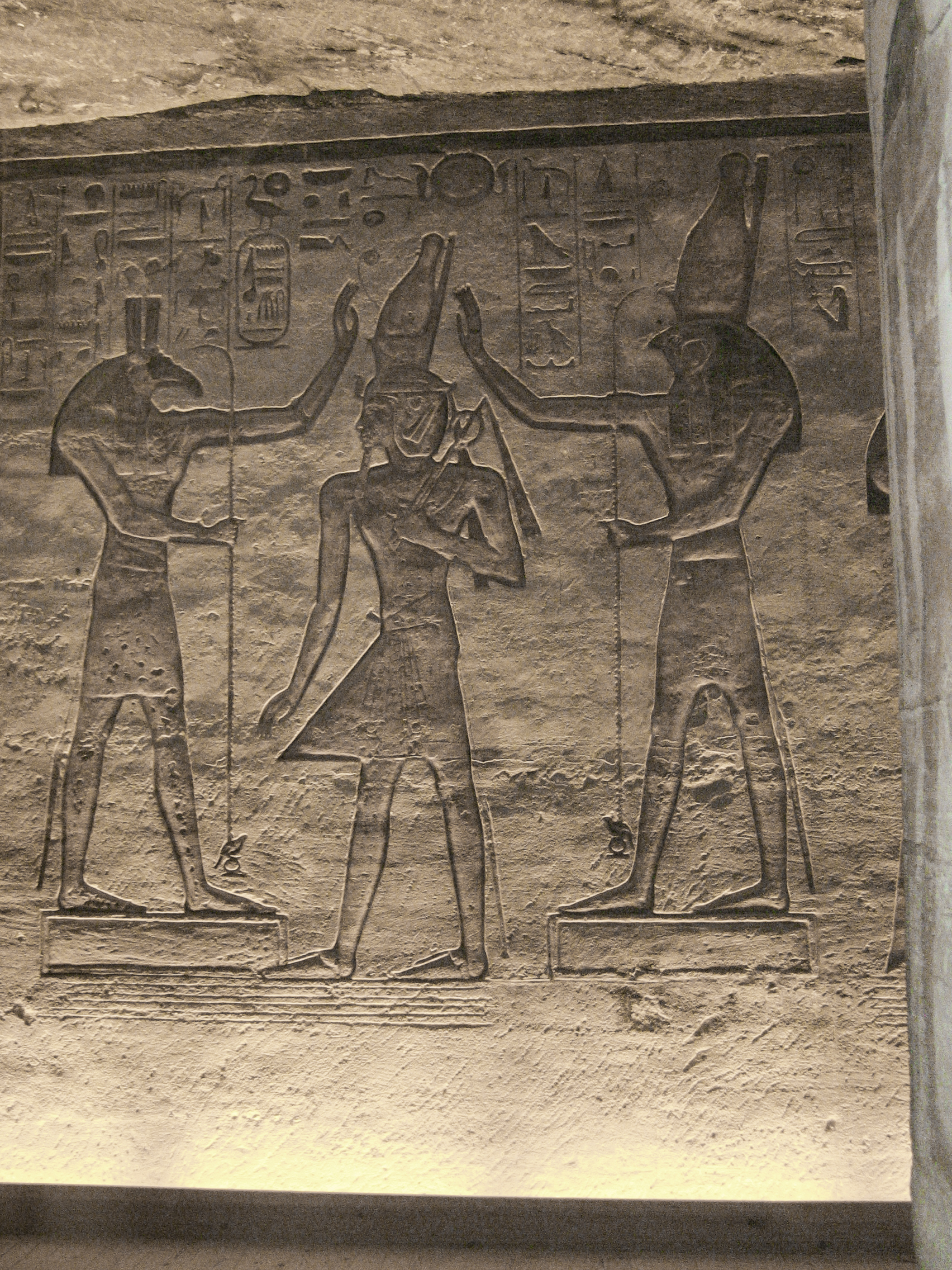
Seth y Horus protegiendo al faraón. Relieve en Abu Simbel.

La referencia más explícita a la homosexualidad está en el mito de Seth y Horus. La leyenda cuenta como Seth, que había matado a su hermano Osiris, dominaba el alto Egipto, y luchaba con su sobrino Horus, hijo de Osiris, que dominaba el bajo Egipto, lo que personifica la separación real de ambos territorios durante el periodo predinástico de Egipto. El relato cuenta que Seth trató de violar a Horus, y que lucharon en el Nilo transformados en hipopótamos durante días. En la lucha, Seth le sacó un ojo a Horus mientras que Horus arrancó el pene de Seth. Al final con la intervención de Tot, el dios de la sabiduría, ambos dioses se reconcilian. Esta legendaria lucha sexual y su posterior reconciliación es interpretada por los historiadores como una alegoría de las luchas entre ambos reinos, que se unificarían alrededor del 3000 a. C. Tras la unificación la pareja de dioses se representaba frecuentemente como símbolo de la unidad con ciertas connotaciones ambiguas. En algunas versiones Seth incluso da a luz a un niño de Horus. Otro relato encontrado en un papiro en El-Lahun (Imperio Medio, hacia 1700 a. C.), cuyo texto completo se ha conservado en una copia del Imperio Nuevo (hacia 1200 a. C.). Cuenta otra versión del mito de Horus y Seth. En él se describe como Seth viola a Horus e intenta humillarlo. Llama a los jueces para que dieran constancia del hecho, pero Horus había recogido el semen de Seth por consejo de su madre Isis, que lo puso en una lechuga, la comida favorita de Seth, y este se lo comió sin darse cuenta. Cuando los jueces llamaron al semen para constatar la fecundación, todos se sorprendieron al encontrarlo en el estómago de Seth, siendo este el deshonrado y exonerando a Horus. La interpretación de este fragmento vuelve a ser problemático. No se conoce el motivo de la humillación de Horus, si es por ser sometido a un acto homosexual, por ser una violación en sí o por los dos motivos. En cualquier caso aunque no nos revele la opinión de la sociedad egipcia hacia la homosexualidad, nos dice que conocían el concepto de sexo entre hombres.
La historia de Horus y Seth podría indicar que en el antiguo Egipto existía una imagen de la homosexualidad similar a la existente en muchas culturas orientales. Las relaciones homosexuales son aceptadas para el homosexual activo (asociado a lo masculino), mientras que el pasivo (asociado a lo femenino) es despreciado.

## Registros históricos
Del Imperio Antiguo (dinastía V, hacia 2500 a. C.) proviene la mastaba decorada de Nianjjnum y Jnumhotep, altos funcionarios de la corte. Ambos hombres estaban casados y tenían hijos, pero están representados varias veces íntimamente abrazados. Mientras una parte de los investigadores ve en la pareja una relación homosexual, estudios más recientes hablan de que se trata de gemelos, e incluso de siameses. La cuestión de la interpretación deberá quedar, de momento, abierta.
Si se interpreta la representación de Nianjjnum y Jnumhotep en su tumba como una pareja homosexual, es posible que la sociedad egipcia aceptara la homosexualidad que se realizara de común acuerdo.
Del Imperio Medio (c. 2000 a 1700 a. C.) provienen dos obras literarias que tienen claramente como tema la homosexualidad. El texto de El demandante de Menfis, conservado de forma fragmentaria, sólo en copias posteriores, cuenta la historia del general Sasenet y el rey Neferkara (nombre de trono, el nombre de nacimiento era Pepy). El rey iba todas las noches a la casa del general y tiraba una piedrecilla, el general descendía una escalera, tras lo que «su Majestad hacía lo que quería», lo que en textos egipcios antiguos es una perífrasis para la actividad sexual. El rey es observado por alguien en sus correrías nocturnas. No se conserva más de la historia, pero da la impresión de que el texto critica la actuación del rey. Si estas críticas están relacionadas con la homosexualidad de las acciones, o con el estatus social del amante, no se puede saber.
No existen otras fuentes claras para la homosexualidad en el antiguo Egipto. En el Libro de los muertos hay un fragmento que se puede interpretar como una condena a la homosexualidad («no yazcas con un yacedor»), pero la traducción y la interpretación es demasiado vaga para extraer conclusiones seguras. [cita requerida]Este fragmento del Libro de los muertos, que pertenecía a una mujer, ha sido interpretado como una condena al lesbianismo, pero la interpretación no es demostrable. [cita requerida]Finalmente, existen algunas representaciones eróticas, que quizás representen relaciones homosexuales entre hombres, pero estas representaciones no son lo suficientemente detalladas y, por lo tanto, no son seguras.
| N41 | m | D52 |

| N41 | m | D52 |

Una indicación de una opinión despectiva de la homosexualidad podría ser la palabra Jem, ḥm, que quizás se pueda traducir como marica. El significado sexual de la palabra parece seguro, debido al falo con el que está escrita. La palabra es generalmente empleada en los textos para difamar a alguien. No queda claro si ḥm se usa para la homosexualidad en el sentido moderno occidental o si se trata solamente del pasivo dentro del acto sexual.